# Rosanna
"Rosanna" é uma canção e sucesso da banda norte-americana de rock Toto. Lançado em 1982 do álbum Toto IV, a canção alcançou a 2ª posição na Billboard Hot durante seis meses e vendeu mais de 2 milhões de cópias nos Estados Unidos. O sucesso os levou a ser indicados para vários Grammys em 1983.

## Composição e letra
A cançãofoi escrita por David Paich, que disse que a música é baseada em várias garotas que ele conheceu. Como uma piada, os membros da banda inicialmente brincou com a suposição comum de que a música era baseada em Rosanna Arquette, que estava namorando o tecladista Toto, Steve Porcaro. A própria Arquette brincou com a piada, comentando em uma entrevista que a música era sobre "eu aparecendo às 4 da manhã, levando suco e cerveja para eles nas sessões".  Nos versos, a tonalidade é alterada de Sol maior para Fá maior, acompanhada na gravação original pelo vocalista principal mudando de Steve Lukather para Bobby Kimball. O padrão de bateria é conhecido como " meio-tempo shuffle" e mostra "influência definitiva do jazz", com notas fantasmas e derivadas da combinação do shuffle de Purdie, o shuffle do baterista do Led Zeppelin, John Bonham em  "Fool in the Rain", e a batida de Bo Diddley. O shuffle de Purdie pode ser ouvido com destaque na faixa "Home at Last" do álbum Aja do Steely Dan, que Jeff Porcaro citou como uma influência.  Os solos de teclado sobrepostos no meio foram criados por David Paich e Steve Porcaro gravando uma infinidade de linhas de teclado (algumas das quais foram cortadas da gravação final) usando um Micro-Compositor, um Minimoog, Yamaha CS-80s , Prophets , um órgão Hammond, e um GS1, entre outros instrumentos. Paich credita a Porcaro tanto a criação do conceito para o segmento quanto a execução da maioria das partes. A versão do álbum começa com a batida da bateria e depois segue para o resto da melodia, termina com duas interpretações do refrão da música e entra em um interlúdio musical e desaparece a partir daí. De acordo com Lukather, esta seção instrumental final foi uma jam espontânea durante a sessão de gravação: "... a música deveria terminar, mas Jeff continuou e Dave começou a tocar piano honky-tonk e todos nós simplesmente seguimos em frente."  A edição do single vai direto para a melodia no início, então a música desaparece durante o primeiro canto do refrão no final. Steve Porcaro e Lukather a descrevem como "a faixa definitiva do Toto".

## Ficha técnica
Toto
- Jeff Porcaro: Bateria, percussão
- Steve Lukather: Guitarras, vocais
- David Hungate: Baixo
- Steve Porcaro: Teclados, sintetizadores
- David Paich: Piano, teclado, coros
- Bobby Kimball: Vocais

Músicos adicionais
- Lenny Castro: Congas, percussão
- Tom Scott, Jim Horn: Saxofone
- Jerry Hey, Gary Grant: Trombeta
- Jimmy Pankow: Trombone
- Tom Kelly: Coros

## Lista de canções
| N.º            | Título           | Compositor(es) | Duração |  |
| 1.             | "Rosanna (Edit)" | David Paich    | 4:02    |  |
| 2.             | "It's a Feeling" | Steve Porcaro  | 3:06    |  |
| Duração total: | Duração total:   | Duração total: | 7:08    |  |